# 칼라드리우스

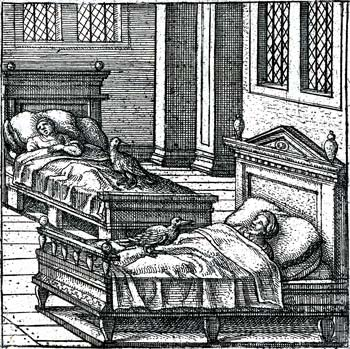

칼라드리우스(caladrius)는 로마 신화에 따르면 왕궁에 사는 눈처럼 하얀 새이다. 병을 스스로 품고 날아가서 병을 분산시키고 자신과 아픈 사람을 모두 치유할 수 있다고 한다. 칼라드리우스 전설은 중세 동물 우화 자료의 일부를 형성했으며, 이는 일반적으로 그들이 논의한 동물에 대한 기독교적 도덕화를 제공했다.

## 기원
칼라드리우스는 실제 새를 기반으로 한다는 이론이 세워졌다. 검은색이 하나도 없이 완전히 흰색이라는 설명으로 보아 비둘기를 모티브로 했을 가능성이 있고, 어쩌면 왜가리 같은 물새의 일종일 수도 있다. 미술사학자 루이 로(Louis Réau)는 그것이 흰 물떼새일 가능성이 가장 높다고 믿었다.